# Víllec
Víllec és una entitat de població del municipi cerdà de Montellà i Martinet i de l'entitat municipal descentralitzada de Víllec i Estana, a la vall de Bastanist. El 2019 tenia 14 habitants. El petit agrupament de cases es troba a la riba esquerra del torrent d'Estana, a l'extrem nord del serrat de l'Obaga. Aquest indret apareix a l'acta de consagració de Sant Llorenç, prop Bagà, l'any 983. L'església romànica de Sant Martí de Víllec fou edificada al segle xiii.
Junt amb Estana va formar un municipi fins que s'incorporà a Montellà i Martinet el 1970.